# Cikánka I
Národní přírodní památka Cikánka I se nachází na horních svazích Radotínského údolí a na přiléhající náhorní plošině nad sliveneckými lomy Na Cikánce v přírodním parku Radotínsko – Chuchelský háj. NPP Cikánka I a PP Cikánka II byly vyhlášeny jako dvě samostatná chráněná území, nicméně ve vyhlášce je uvedeno pouze jedno chráněné území bez číselného rozlišení, což vede k občasnému zaměňování.
Důvodem pro vyhlášení národní přírodní památky byla snaha o ochranu teplomilných skalních stepí na největším území tohoto typu v Praze.

## Geologie
Podklad tvoří vápencové vrstvy pražského souvrství (stupeň prag spodního devonu a stupeň zlíchov spodního devonu), které však nevystupují až na povrch a jsou odkryty v blízkých lomech Na Cikánce.

## Flóra
Území pokrývala původně šípáková lesostep, po odlesnění a vlivem pastvy vznikla náhradní teplomilná travinná a keřnatá společenstva. Vyskytují se zde typické druhy rostlin skalních stepí jako je například ostřice nízká, čekanice porýnská, kostřava žlábkatá, kostřava walliská, kavyl Ivanův, sasanka lesní, chrpa chlumní, prvosenka jarní, koniklec luční český, kavyl vláskovitý a ožanka kalamandra.

## Fauna
Chráněné území je významným útočištěm teplomilných druhů bezobratlých. Z motýlů se zde vyskytuje otakárek fenyklový a přástevník medvědí. Z obratlovců se zde běžně vyskytuje ještěrka obecná a vzácně ještěrka zelená. Z ptáků hnízdí např. linduška lesní, budníček menší, ťuhýk obecný a skřivan polní.
V současnosti se zde provádějí asanační zásahy k zamezení zarůstání území křovinami a v budoucnu se plánuje zavést i extenzivní pastvu.

## Fotografie

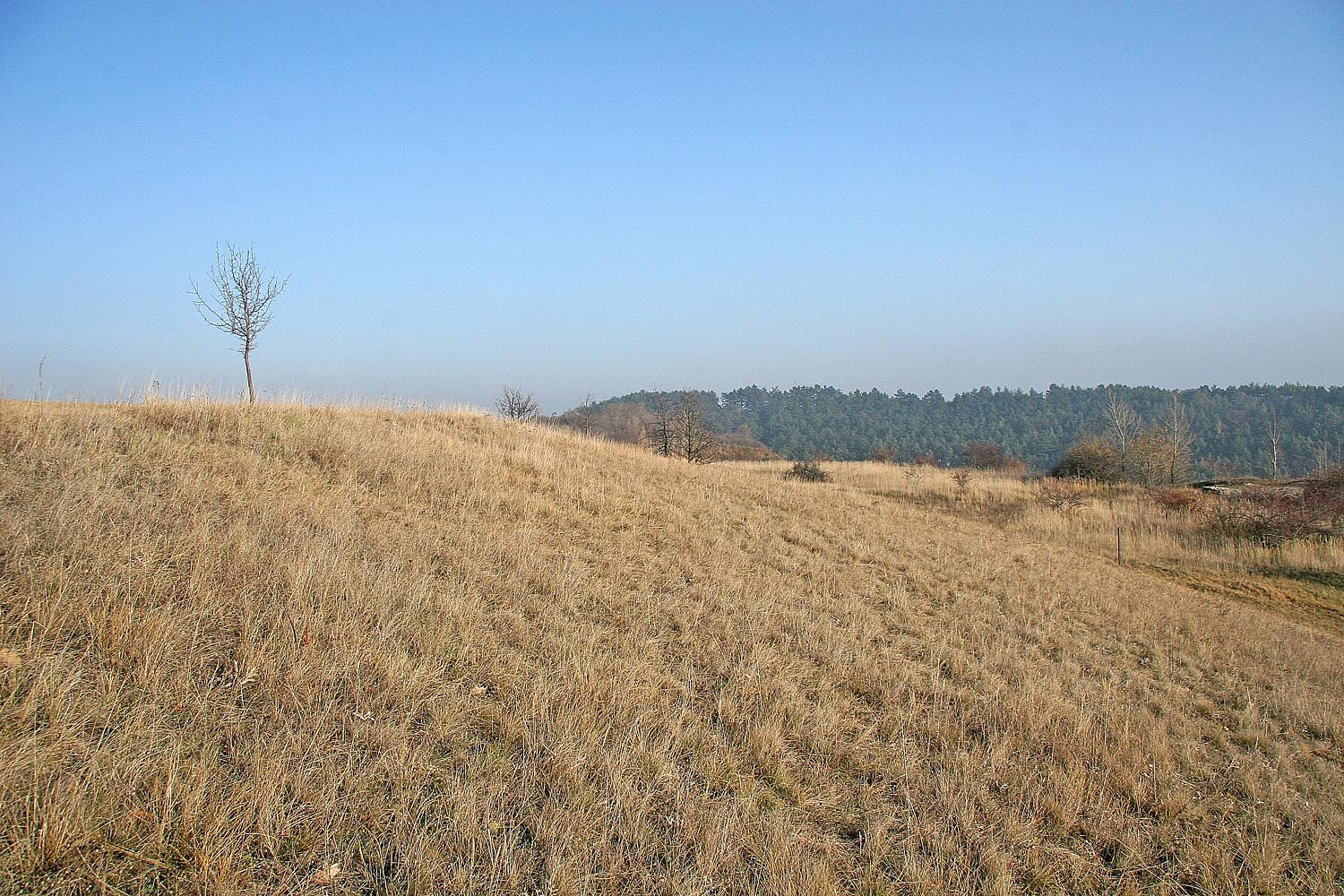
Teplomilné skalní stepi
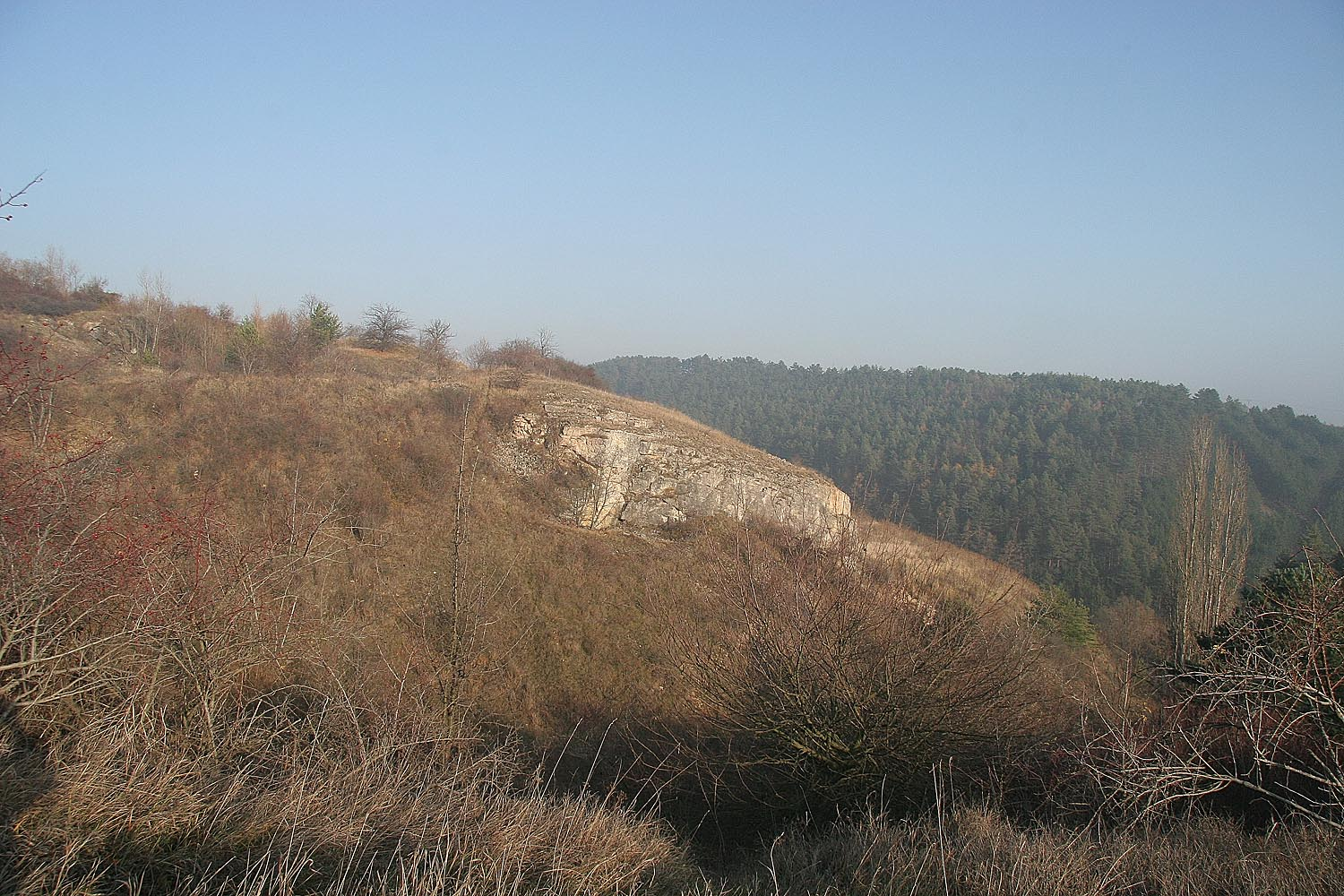
Vápencový lom